# Alchemilla oculimarina
Alchemilla oculimarina é uma espécie de rosácea do gênero Alchemilla, pertencente à família Rosaceae.